# Larissa Marolt

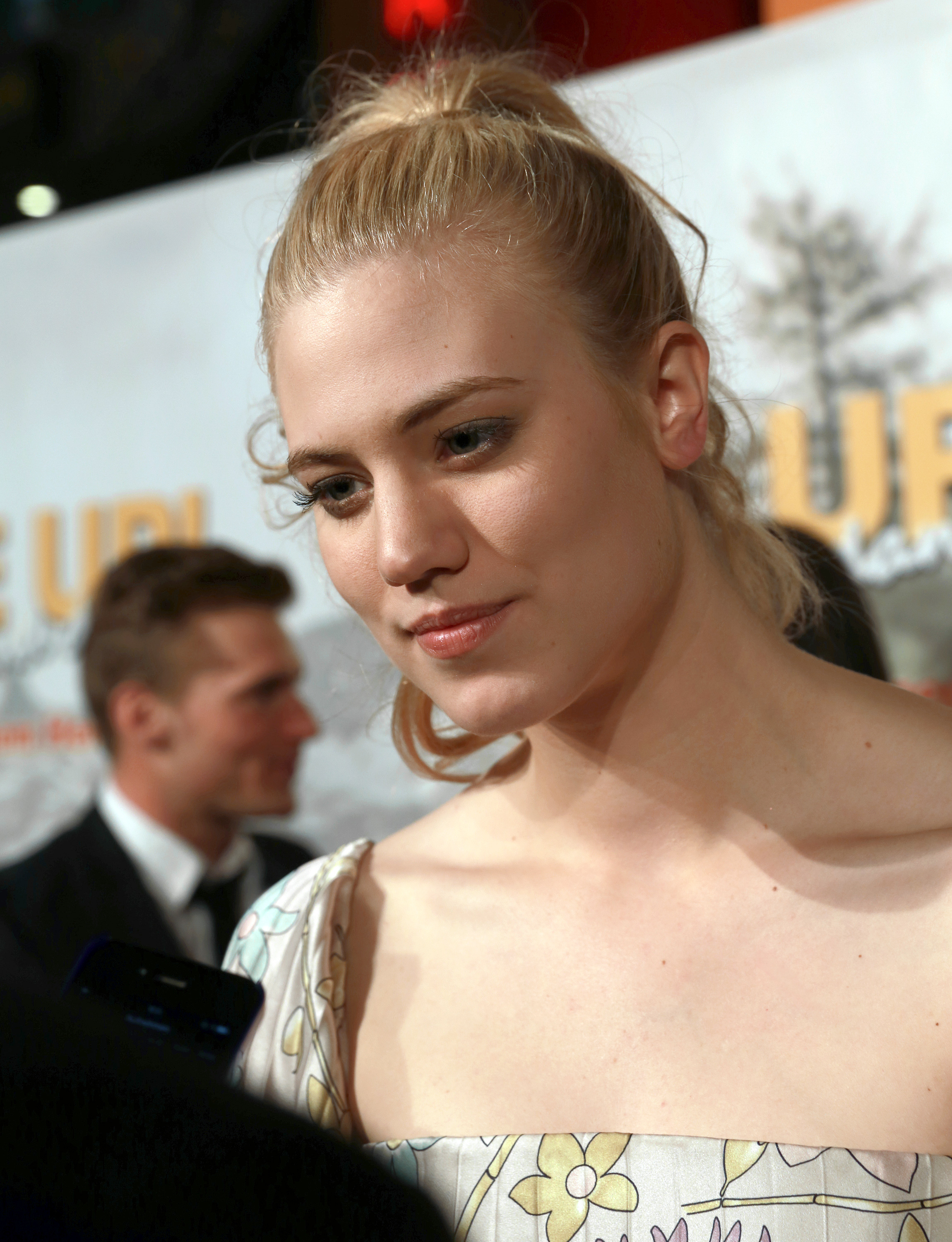
Larissa Marolt (2014)

Larissa Antonia Marolt (* 10. Juli 1992 in Klagenfurt) ist ein österreichisches Model und Schauspielerin. Sie wurde 2009 als Siegerin der ersten Staffel der Castingshow Austria’s Next Topmodel bekannt.

## Privatleben
Marolt wurde als zweites von vier Kindern des Hoteliers und ehemaligen FPÖ-Politikers Heinz Anton Marolt und seiner Frau Elke geboren. Sie wuchs in St. Kanzian am Klopeiner See auf. Als 14-Jährige war sie im Jugendtheaterclub des Stadttheaters Klagenfurt aktiv, wo sie als Model entdeckt wurde. Von 2011 bis 2016 lebte sie in einer Beziehung mit dem amerikanischen Filmemacher Whitney Sudler-Smith.

## Karriere

### Karriere als Model
Im Februar 2009 wurde sie Siegerin der ersten Staffel der Castingshow Austria’s Next Topmodel und erhielt einen Vertrag bei der Agentur Wiener Models. Sie qualifizierte sich dadurch für die vierte Staffel von Germany’s Next Topmodel, bei der sie den achten Platz belegte. Sie erhielt einen Vertrag bei ONEeins Management, einer Tochtergesellschaft der Heidi Klum GmbH.
Im Juni 2014 beendete sie die Zusammenarbeit. 2013 lief sie als Model bei vier Shows der New York Fashion Week über den Laufsteg.
Im Februar 2014 zierte sie zum dritten Mal das Cover der österreichischen Frauenzeitschrift Madonna. Im März 2014 wurde sie als Model für die Mercedes-Benz Fashion Week in Istanbul gebucht. Im Mai 2014 modelte sie in Köln für das Modelabel Garcon F by Florian Wess.
Auf der Berlin Fashion Week lief sie im gleichen Jahr für das Modelabel Minx by Eva Lutz über den Laufsteg. Auf der Berlin Fashion Week im Jänner 2016 lief sie als Model für die Modelabel Sportalm und Riani sowie für die Modedesignerin Rebekka Ruetz. Für Riani lief sie auch bei der Berlin Fashion Week im Juni 2016.

### Karriere als Fernsehdarstellerin und Schauspielerin
Im November 2009 hatte Marolt mit einem Gastauftritt in der Sat.1-Daily-Soap Eine wie keine ihre erste Schauspielrolle. Ab Jänner 2010 war sie in der Doku-Soap Die Model-WG auf ProSieben zu sehen, verließ die WG aber zugunsten ihrer schulischen Ausbildung in der zweiten Episode. Nach bestandener Matura am Klagenfurter St.-Ursula-Gymnasium 2010 wurde sie am Lee Strasberg Theatre and Film Institute in New York City aufgenommen, wo sie von 2011 bis 2013 studierte.
Von Februar bis August 2011 spielte sie in 128 Folgen die Nebenrolle der Maxi König in der Sat.1-Telenovela Anna und die Liebe.
Im Jänner und Februar 2014 nahm sie an der deutschen Reality-Show Ich bin ein Star – Holt mich hier raus! von RTL teil und belegte dort den zweiten Platz. Mit acht Teilnahmen in Folge an den sogenannten „Dschungelprüfungen“ war sie im Vergleich aller internationalen Adaptionen des Formats (I’m a Celebrity…Get Me Out of Here!) fünf Jahre lang Rekordhalterin. Am 8. Februar 2014 erhielt sie vom Klagenfurter Bürgermeister Christian Scheider den „Special Lindwurm Award“ überreicht.
2013 stand sie für ihren ersten Kinofilm, den österreichischen Tanzfilm Rise Up! And Dance von Barbara Gräftner, vor der Kamera. Sie spielte darin eine Nebenrolle. Premiere des Films war am 11. März 2014 in Wien. Ebenfalls 2014 nahm sie an der RTL-Show Let's Dance teil und belegte mit ihrem Tanzpartner Massimo Sinató den vierten Platz. Im April 2014 wurde ihr eine Romy für die „Aufregendsten Fernsehminuten“ verliehen.
Am 17. Juni 2014 wurde sie in Wien bei den Leading Ladies Awards des Magazins Madonna mit dem „New Face Award“ ausgezeichnet.
Am 18. Juli 2014 erhielt sie einen „Walk-of-Fame“-Stern an der Seepromenade in St. Kanzian am Klopeiner See. Im August 2014 war sie in der Show Schlag den Star zu sehen, in der sie Annica Hansen unterlag.
In der 6. Staffel von Austria’s Next Topmodel wirkte sie als Mentorin mit. Zudem gehörte sie in der 4. Staffel der österreichischen Castingshow Die große Chance neben Oliver Pocher, Petra Frey und Peter Rapp zur Jury. Die gleiche Funktion übernahm sie auch in dem Show-Ableger Die große Chance der Chöre. In der SOKO-München-Episode Der stumme Diener (2015) spielte sie die Rolle eines Dienstmädchens. 2015 spielte sie die Rolle einer Spielerfrau in Alarm für Cobra 11. In der zweiteiligen Doku-Soap Larissa goes to Hollywood, die am 25. April und am 2. Mai 2015 ausgestrahlt wurde, begleitete sie der Fernsehsender RTL zu diversen Fernsehengagements in Deutschland und Österreich sowie zu Model- und Schauspieler-Castings in die USA. 2017 war Marolt Kandidatin bei Global Gladiators.
Zusammen mit Sebastian Fischer und Dieter Bach war Marolt Hauptdarstellerin in der 14. Staffel der ARD-Telenovela Sturm der Liebe. Darin spielte sie vom 14. August 2017 bis zum 18. Oktober 2018 die Rolle der Ärztin Alicia Lindbergh. Im März 2019 trat sie als Gastdarstellerin in sechs Folgen erneut in dieser Rolle in Erscheinung.
Im Herbst 2018 spielte sie in Potsdam in der Nikolaikirche in dem Theaterstück Jedermann von Hugo von Hofmannsthal die Rolle der Buhlschaft an der Seite von Wolfgang Bahro, Max Schautzer und Timothy Peach. Von Juni bis September 2019 spielte Marolt die Tiffany O’Toole in der Inszenierung Unter Geiern – Der Sohn des Bärenjägers bei den Karl-May-Spielen in Bad Segeberg.
In der ersten Staffel der ZDF-Vorabendserie Blutige Anfänger verkörperte Marolt Anfang 2020 die Rolle der Polizeischülerin Leonie Ruska. Sie kehrte für zwei Gastauftritte in der zweiten Staffel zurück.

## Filmografie

### Schauspielerin
- 2009: Eine wie keine (Fernsehserie, Folge 01x08)
- 2011: Anna und die Liebe (Fernsehserie, 127 Folgen)
- 2013: Danni Lowinski (Fernsehserie, Folge 04x05 Sie ist ein Model und sie sieht gut aus)
- 2013: Cop Stories (Fernsehserie, Folge 01x05 Strizzi)
- 2014: Hopped Up – Friedliche Droge
- 2014: Rise Up! And Dance
- 2015: SOKO München (Fernsehserie, Folge 40x16 Der stumme Diener)
- 2015: Alarm für Cobra 11 – Die Autobahnpolizei (Fernsehserie, Folge 37x06 Goal)
- 2015: Mila (Fernsehserie, 2 Folgen)
- 2017–2018, 2019: Sturm der Liebe (Fernsehserie, 280 Folgen)
- 2020: SOKO Stuttgart (Fernsehserie, Folge 12x03 Schön bis in den Tod)
- 2020–2021: Blutige Anfänger (Fernsehserie, 14 Folgen)
- 2022: Unter uns (Fernsehserie, Wiederkehrende Gastrolle)
- 2022: In aller Freundschaft (Fernsehserie, Folge 982: Zeit und Wunden)
- 2023: Hotel Mondial (Fernsehserie, Folge 1x02 Privatsache)
- 2023: Die Chefin (Fernsehreihe, Folge 14x04 Die Konsequenz)
- 2024: Die Passion (Fernsehfilm / Live-Show)
- 2025: Parallel Me (Miniserie, Folge 1x05 Alpaka Love)

### Synchronsprecherin
- 2022: Für Lucy Lawless in Minions – Auf der Suche nach dem Mini-Boss als Nunchaku[37]

### Sonstige Fernsehauftritte

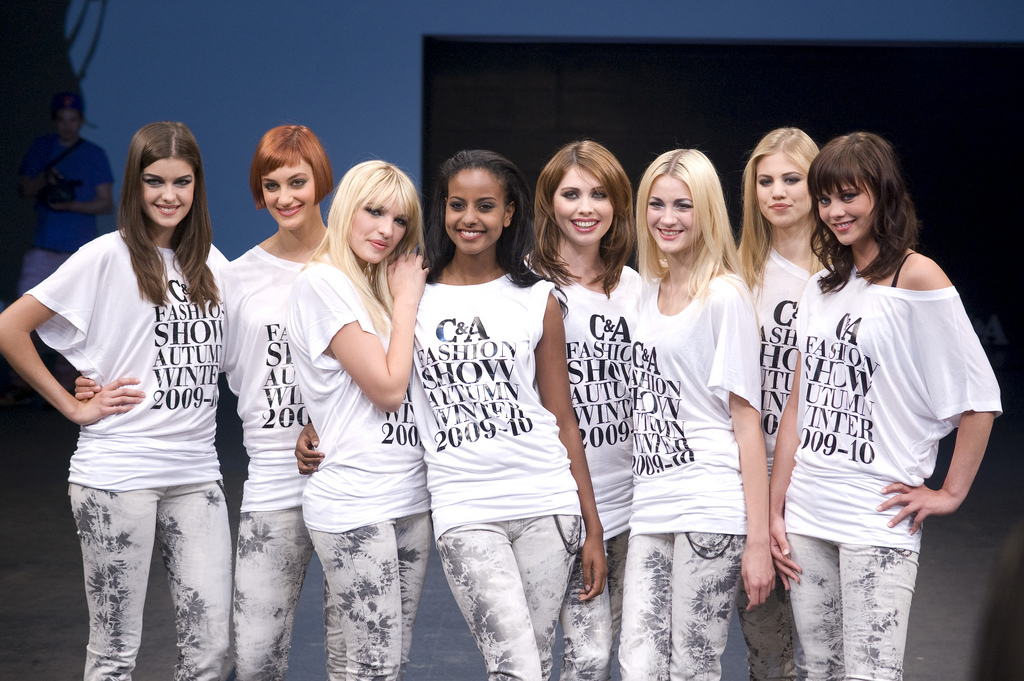
Larissa Marolt (Zweite von rechts) mit den anderen Finalistinnen der 4. Staffel von Germany’s Next Topmodel (2009)

- 2009: Austria’s Next Topmodel (Gewinnerin)
- 2009: Germany’s Next Topmodel (Kandidatin)
- 2010: Die Model-WG (Kandidatin)
- 2012, 2014: Das perfekte Promi-Dinner (Kandidatin)
- 2013: taff (Wochenserie: Projekt Paradies: Promi-Heilfasten) (Kandidatin)
- 2014: Ich bin ein Star – Holt mich hier raus! (Kandidatin)
- 2014: 5 gegen Jauch (Kandidatin)
- 2014: Let’s Dance (Kandidatin)
- 2014: Schlag den Star (Kandidatin)
- 2014: Austria’s Next Topmodel – Boys & Girls (Mentorin)
- 2014: Die große Chance (Jurorin)
- 2015, 2017, 2020, 2023: Grill den Henssler (Kandidatin)
- 2015: Die große Chance der Chöre (Jurorin)
- 2015: Larissa goes to Hollywood (Doku-Soap)[38]
- 2015: Spiel für dein Land – Das größte Quiz Europas (Kandidatin)
- 2016, 2019: Promi Shopping Queen (Kandidatin)
- 2016: Jungen gegen Mädchen (Kandidatin)
- 2016: Wer weiß denn sowas? (Kandidatin)
- 2016: Die Kirmeskönige (Kandidatin)
- 2017: Global Gladiators (Kandidatin)
- 2018: Crash Test Promis (Kandidatin)
- 2018: taff (Wochenserie: Burning Man)
- 2020: Die! Herz! Schlag! Show! (Kandidatin)
- 2020: A Team für Österreich (Moderation, Österreichischer Rundfunk)
- 2021: Switzerland’s next Topmodel (Jurorin)
- 2022: CATCH! Die Europameisterschaft im Fangen (Kandidatin)
- 2022: RTL Wasserspiele (Kandidatin)
- 2023: Die Unschlagbaren – Wer besiegt die Stars? (Kandidatin)
- 2024–2025: My Style Rocks (Jurorin, Staffel 1 bis Staffel 2, Folge 80)
- 2025: Eltons 12 (Kandidatin)
- 2025: Du gewinnst hier nicht die Million bei Stefan Raab – Promi-Spezial (Kandidatin)